# Troféu Internet de 2010
O Troféu Internet de 2010, que premiou os melhores artistas da televisão e da música brasileira do ano de 2009, foi apresentado durante a 49ª edição do Troféu Imprensa, transmitida pelo SBT em 28 de março de 2010, com apresentação de Silvio Santos.

## Vencedores
| Melhor Programa Infantil                               | Melhor Programa Humorístico                         |
| ------------------------------------------------------ | --------------------------------------------------- |
| Bom Dia & Cia                                          | Pânico na TV                                        |
| Melhor Programa de Entrevistas                         | Melhor Programa Jornalístico                        |
| Programa do Jô                                         | Fantástico                                          |
| Melhor Telejornal                                      | Revelação do Ano                                    |
| Jornal Nacional                                        | Banda Cine                                          |
| Melhor Animador / Apresentador                         | Melhor Animadora / Apresentadora                    |
| Luciano Huck                                           | Eliana                                              |
| Melhor Novela                                          | Melhor Ator                                         |
| Caminho das Índias                                     | Bruno Ferrari (como Rodrigo Ávila, de Bela, a Feia_ |
| Melhor Atriz                                           | Melhor Conjunto Musical                             |
| Juliana Paes (como Maya Meetha, de Caminho das Índias) | Fresno                                              |
| Melhor Cantor                                          | Melhor Cantora                                      |
| Túlio Dek                                              | Wanessa                                             |
| Melhor Música                                          |                                                     |
| "Xonou Xonou"- Banda Calypso                           |                                                     |